# Småmyrtjärnarna (Åre socken, Jämtland)
Småmyrtjärnarna är en sjö i Åre kommun i Jämtland och ingår i Indalsälvens huvudavrinningsområde. Sjön har en area på 0,0551 kvadratkilometer och ligger 741,5 meter över havet. Sjön avvattnas av vattendraget Finnån.

## Delavrinningsområde
Småmyrtjärnarna ingår i det delavrinningsområde (703771-133181) som SMHI kallar för Inloppet i Finntjärnen. Medelhöjden är 725 meter över havet och ytan är 14,09 kvadratkilometer. Det finns inga avrinningsområden uppströms utan avrinningsområdet är högsta punkten. Finnån som avvattnar avrinningsområdet har biflödesordning 3, vilket innebär att vattnet flödar genom totalt 3 vattendrag innan det når havet efter 365 kilometer. Avrinningsområdet består mestadels av skog (95 procent). Avrinningsområdet har 0,52 kvadratkilometer vattenytor vilket ger det en sjöprocent på 3,7 procent.